# Red River (Nowy Meksyk)
Red River – miasto w Stanach Zjednoczonych, w stanie Nowy Meksyk, w hrabstwie Taos.